# Somebody's Watching Me
"Somebody's Watching Me" är en sång från 1984 med den amerikanske artisten Rockwell från musikalbumet med samma namn som släpptes av Motown. Kör och bakgrundssångare var bröderna Michael och Jermaine Jackson.
Låten blev en stor framgång internationellt och toppade listorna i flera länder, däribland Belgien, Frankrike, Spanien, Tyskland och Sverige. 
Musikvideon understryker sångens paranoida ton med spökhus-tema, inklusive bilder på korpar, zombies, kyrkogårdar och dusch-scener som refererar till Psycho.
På grund av musikvideons popularitet används låten ibland på Halloween-fester och även coverversioner finns med på olika samlingsalbum med Halloweenmusik.